# Stan nadzwyczajny
Ten artykuł należy dopracować:

przedstawiono sytuację tylko z polskiej perspektywy – artykuł powinien być przekrojowy.
Pomóż go poprawić. 
Stan nadzwyczajny – nadzwyczajny reżim prawny, którego celem jest odwrócenie lub umniejszenie skutków szczególnych zagrożeń, jeżeli zwykłe środki konstytucyjne są niewystarczające.

## Podstawa prawna
- Konstytucja RP – rozdział XI (art. 228 – 234) (Dz.U. z 1997 r. nr 78, poz. 483, z późn. zm.);
- ustawa z dnia 29 sierpnia 2002 r. o stanie wojennym oraz o kompetencjach Naczelnego Dowódcy Sił Zbrojnych i zasadach jego podległości konstytucyjnym organom Rzeczypospolitej Polskiej (Dz.U. z 2025 r. poz. 504);
- ustawa z dnia 21 czerwca 2002 r. o stanie wyjątkowym (Dz.U. z 2017 r. poz. 1928);
- ustawa z dnia 18 kwietnia 2002 r. o stanie klęski żywiołowej (Dz.U. z 2025 r. poz. 112);
- ustawa z dnia 22 listopada 2002 r. o wyrównywaniu strat majątkowych wynikających z ograniczenia w czasie stanu nadzwyczajnego wolności i praw człowieka i obywatela (Dz.U. z 2002 r. nr 233, poz. 1955, z późn. zm.).

## Rodzaje stanów nadzwyczajnych
Według Konstytucji RP z 1997 r. mogą być wprowadzone 3 rodzaje stanów nadzwyczajnych:
- stan wojenny,
- stan wyjątkowy,
- stan klęski żywiołowej.

Stan nadzwyczajny może być wprowadzony tylko na podstawie ustawy, w drodze rozporządzenia, które podlega dodatkowemu podaniu do publicznej wiadomości (zasada legalności). Decyzje podjęte w wyniku wprowadzenia stanu nadzwyczajnego muszą odpowiadać stopniowi zagrożenia (zasada proporcjonalności) i powinny zmierzać do jak najszybszego przywrócenia normalnego funkcjonowania państwa (zasada efektywności).

## Wyrównywanie strat majątkowych
Konstytucja stanowi (art. 228 ust. 4), że wyrównaniu podlegają jedynie straty majątkowe, tj. damnum emergens (a nie także utracone korzyści – lucrum cessans), i tylko takie, które wynikają z ograniczenia w czasie stanu nadzwyczajnego wolności i praw człowieka i obywatela. Szczegóły określa ustawa o wyrównywaniu strat majątkowych (op. cit.).